# Nokken (dokumentarfilm)
|  | Denne artikel er oprettet af botten Steenthbot ud fra en ekstern database. Den kan derfor have sproglige fejl eller mangler. Denne skabelon kan fjernes efter kontrol af indholdet. |

Nokken er en dansk dokumentarfilm fra 1982 instrueret af Willy Ørskov.